# Echelon Place
Het Echelon Place (ook Echelon) is een onvoltooid hotel- en casino-complex op de Strip in Las Vegas, Nevada, Verenigde Staten. Het complex is ontwikkeld door Boyd Gaming Corporation, tevens de eigenaar van het complex. De bouw van het project ligt sinds augustus 2008 stil.

## Geschiedenis

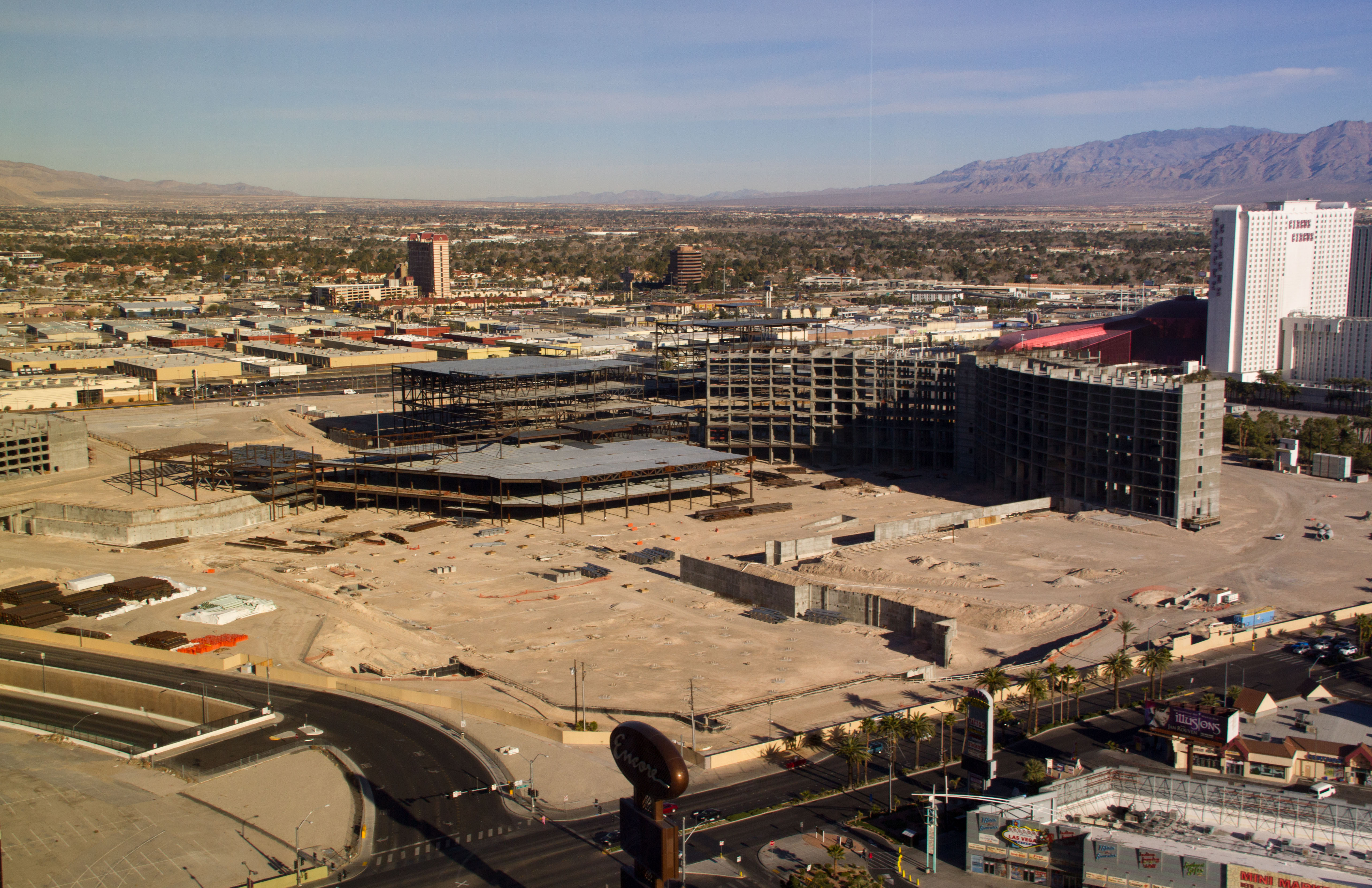
Het Echelon in 2013 wanneer de bouw stil ligt.

Op 4 januari 2006 kondigde Boyd Gaming Corporation aan dat het voor vier miljard dollar een hotel- en casino-complex wil gaan realiseren. Dit project zou na het CityCenter het duurste privé gefinancierde project van de Verenigde Staten worden. Het complex zou op dezelfde plek komen als het vroegere Stardust dat in hetzelfde jaar gesloten werd.
Naast het Stardust werden er ook nog andere gronden aangekocht om het volledige project te kunnen voltooien. Zo werd het Budget Suites dat aan het Stardust grensde opgekocht en werd ook een stuk grond van het toenmalige Harrah's Entertainment geruild voor het Barbary Coast Hotel & Casino. Op 13 maart 2007 werd het Stardust afgebroken en in april van hetzelfde jaar werd er begonnen met de bouw van het Echelon.
Anderhalf jaar later zorgde de kredietcrisis ervoor dat het project enkele maanden achterstand opliep. Niet veel later werd in augustus van dat jaar besloten om het project voor de komende drie tot vijf jaar stil te leggen in verband met dezelfde economische crisis die Boyd Gaming Corporation in financiële nood had gebracht.
3 maart 2013 kondigde Genting Group Maleisië-project in Echelon Boyd Op in Resorts World Las Vegas.

## Ligging
Het Echelon Place ligt op de kruising van Las Vegas Boulevard en Desert Inn Road. Het hotel ligt redelijk ver van de Strip af, het ligt nog een blok verder dan het Encore. Schuin tegenover het Echelon ligt het Riviera en naast het Echelon aan de zuidkant bevindt zich Circus Circus. Aan de andere kant van het Echelon zit de Fashion Show Mall.

## Ontwerp
Het Echelon is ontwikkeld op een terrein van 35.000 m² en zou moeten gaan bestaan uit een 13.000 m² groot casino, met daarnaast vier hotels. Deze vier verschillende hotels zouden in totaal 5.300 kamers krijgen, waarvan er 3.300 bij het Echelon Resort zouden horen. De andere drie hotels worden het Mondrian at Echelon, Delano Hotel en The Shangri-La Hotel Las Vegas. Tevens zouden er in het project vijfentwintig bars en restaurants moeten komen voor de gasten van de vier verschillende hotels. Naast de vier hotels huisvest het Echelon Place ook het 60.000 m² grote Las Vegas ExpoCenter.

## Verschillende projecten

### Hoofdgebouwen
| Naam                           | Opmerkingen |
| ------------------------------ | --- |
| Mondrian at Echelon            | Het Mondrian is een van de vier hotels van het Echelon Place. Het hotel zal worden beheerd door Morgans Hotel Group.                                          |
| Delano Hotel                   | Het Delano is een van de vier hotels van het Echelon Place. Ook dit hotel zal worden beheerd door Morgans Hotel Group.                                        |
| Echelon Resort                 | Het Echelon Resort is de hoofdtoren van het complex en huisvest daarmee de meeste kamers. Bij voltooiing zal het worden beheerd door Boyd Gaming Corporation. |
| The Shangri-La Hotel Las Vegas | Het Shangri-La Hotel is een van de vier hotels van het Echelon Place. Het hotel zal worden beheerd door Shangri-La Hotels and Resorts.                        |
| Las Vegas Expo Center          | Het Las Vegas ExpoCenter wordt gehuisvest in het Echelon Place.                                                                                               |

### Overige
Het Echelon Place krijgt een gezamenlijk casino voor alle vier de hotels. Ook zal er op de begane grond een 37.000 m² groot winkelcentrum komen.